# Phlyarus multicarinipennis
Phlyarus multicarinipennis là một loài bọ cánh cứng trong họ Cerambycidae.